# Norman's Cove-Long Cove
Norman's Cove-Long Cove är en ort i Kanada.   Den ligger i provinsen Newfoundland och Labrador, i den östra delen av landet, 1 700 km öster om huvudstaden Ottawa. Norman's Cove-Long Cove ligger 15 meter över havet och antalet invånare är 773.
Terrängen runt Norman's Cove-Long Cove är platt. Havet är nära Norman's Cove-Long Cove åt nordost. Trakten är glest befolkad. Närmaste större samhälle är New Harbour, 10,6 km öster om Norman's Cove-Long Cove. 